# Llista de peixos del riu Colorado

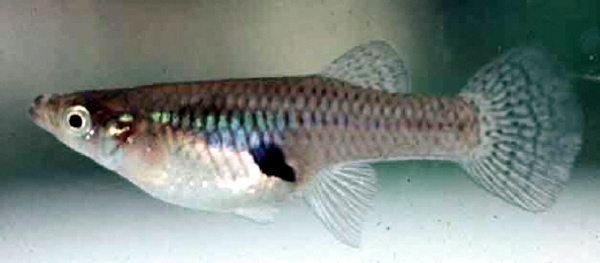
Gambusia affinis

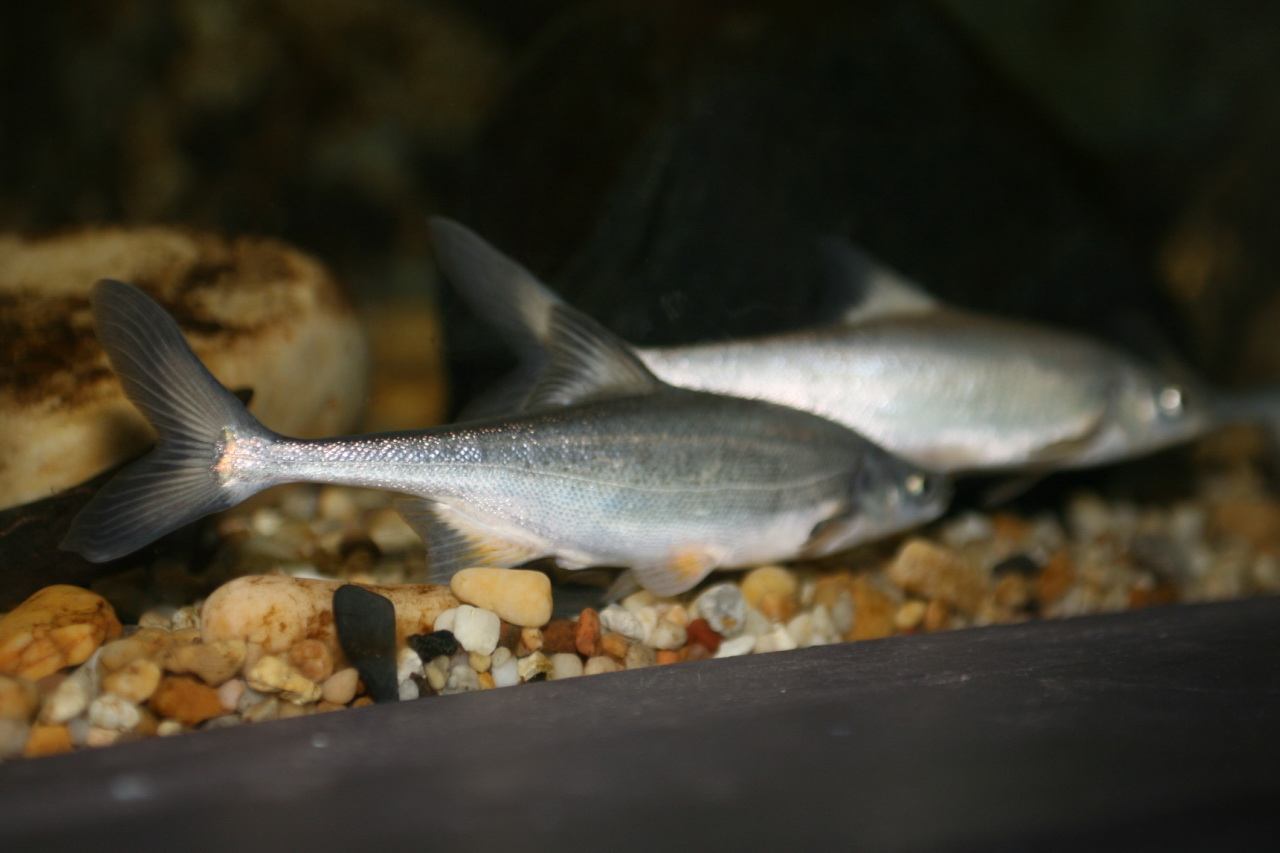
Gila elegans

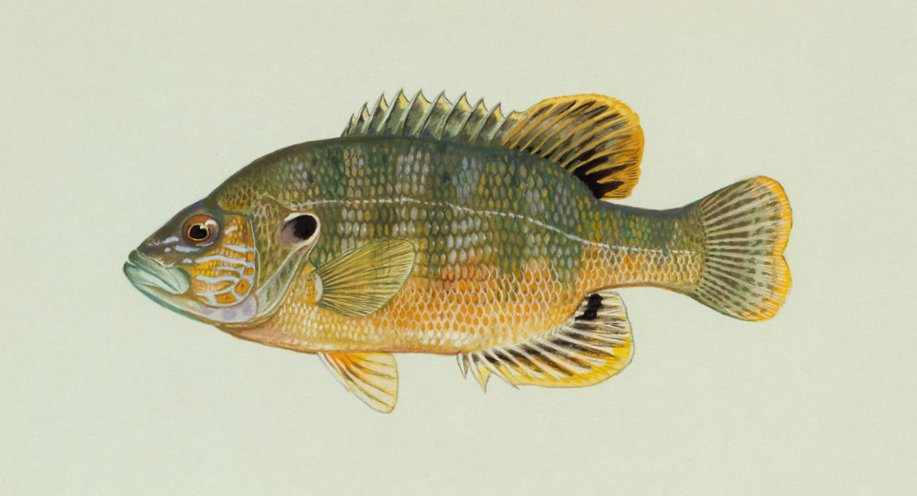
Lepomis cyanellus

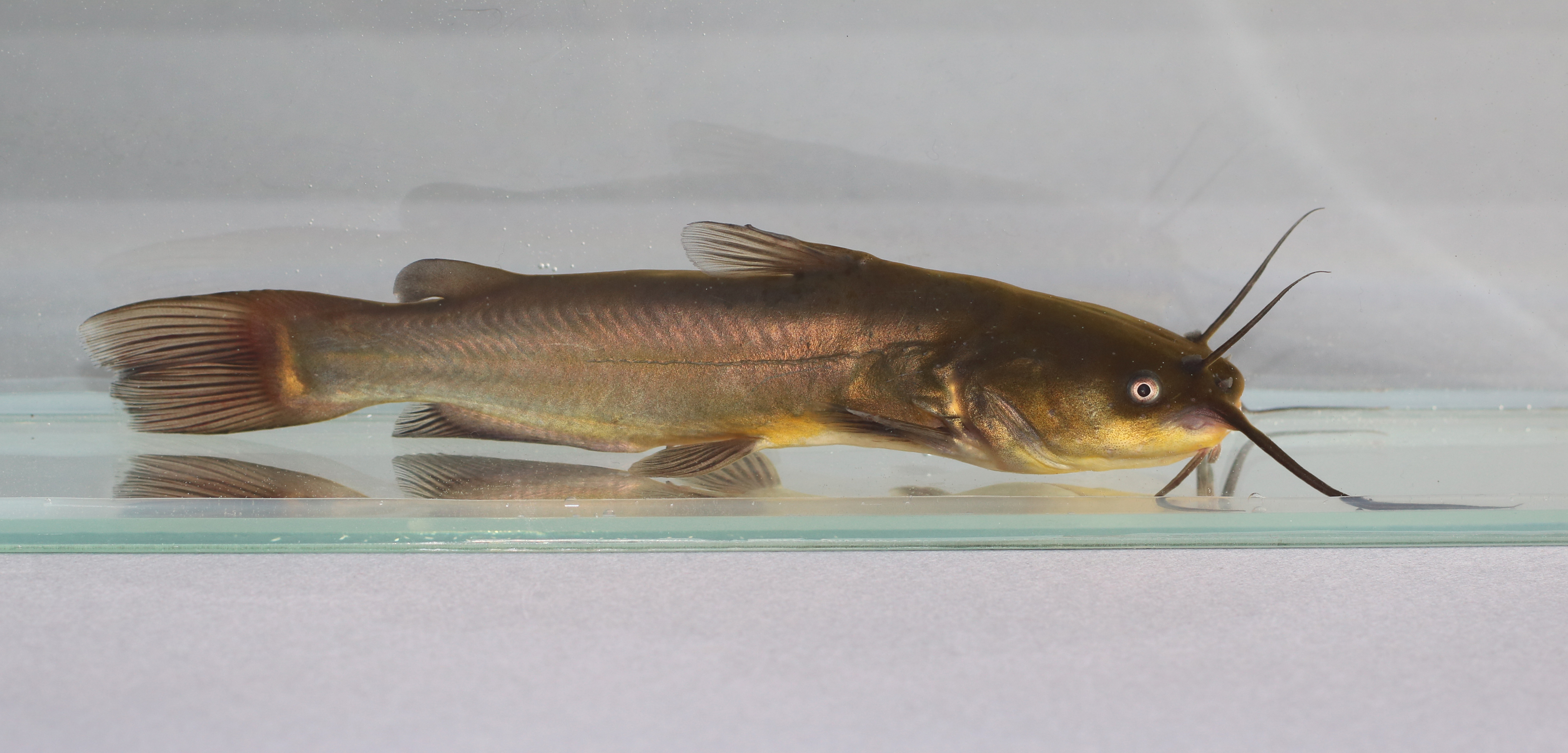
Ameiurus melas

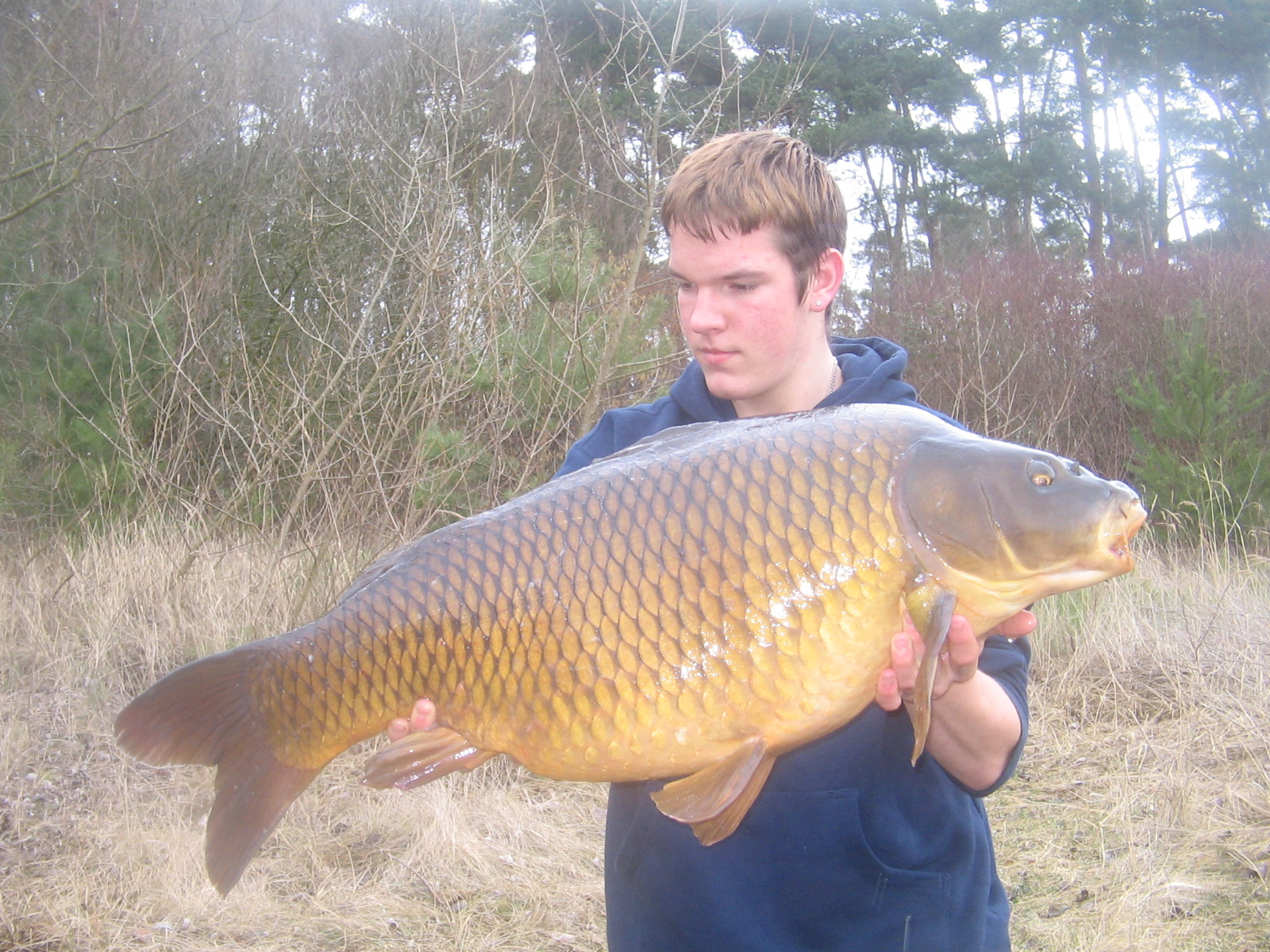
Cyprinus carpio carpio

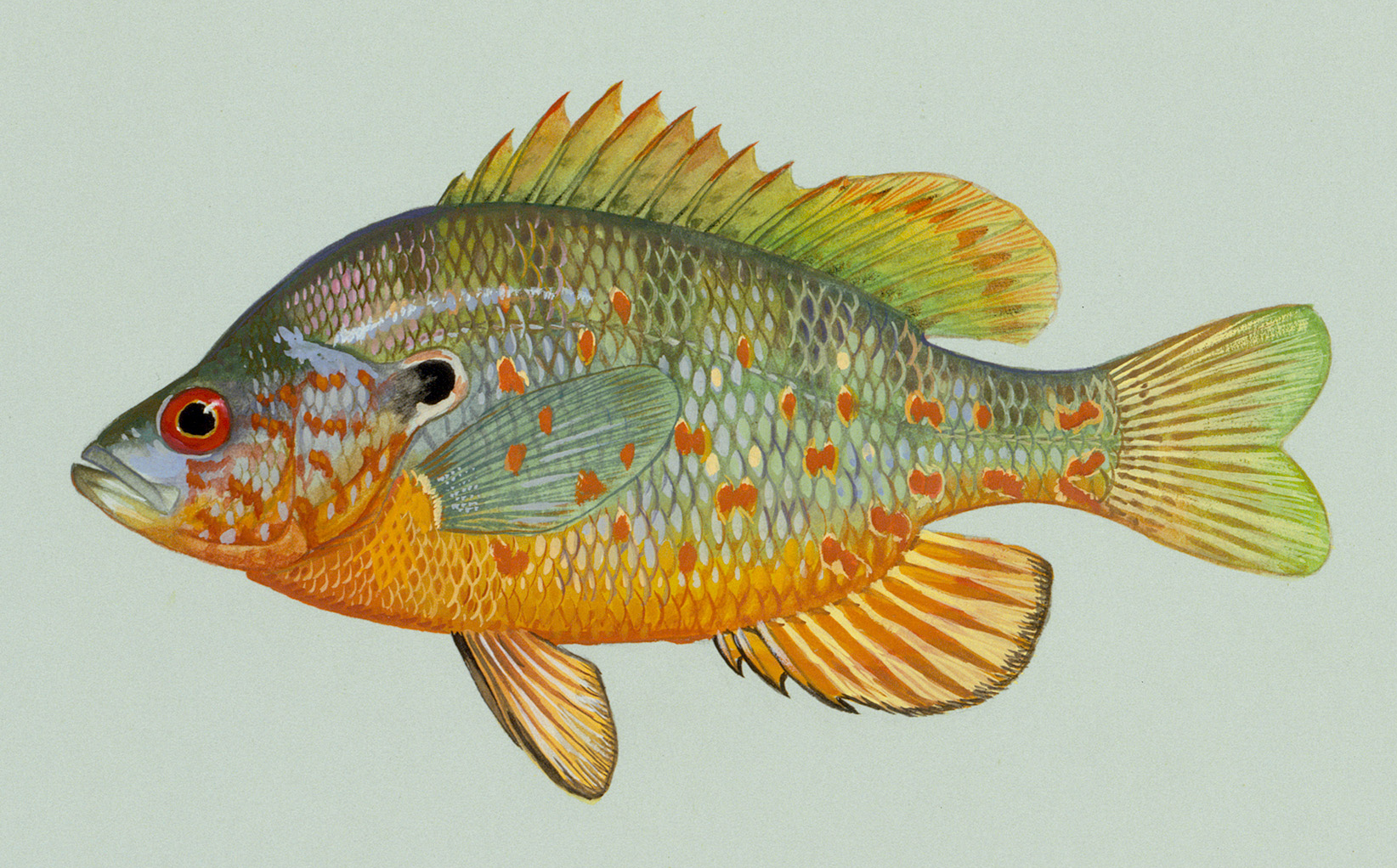
Lepomis humilis

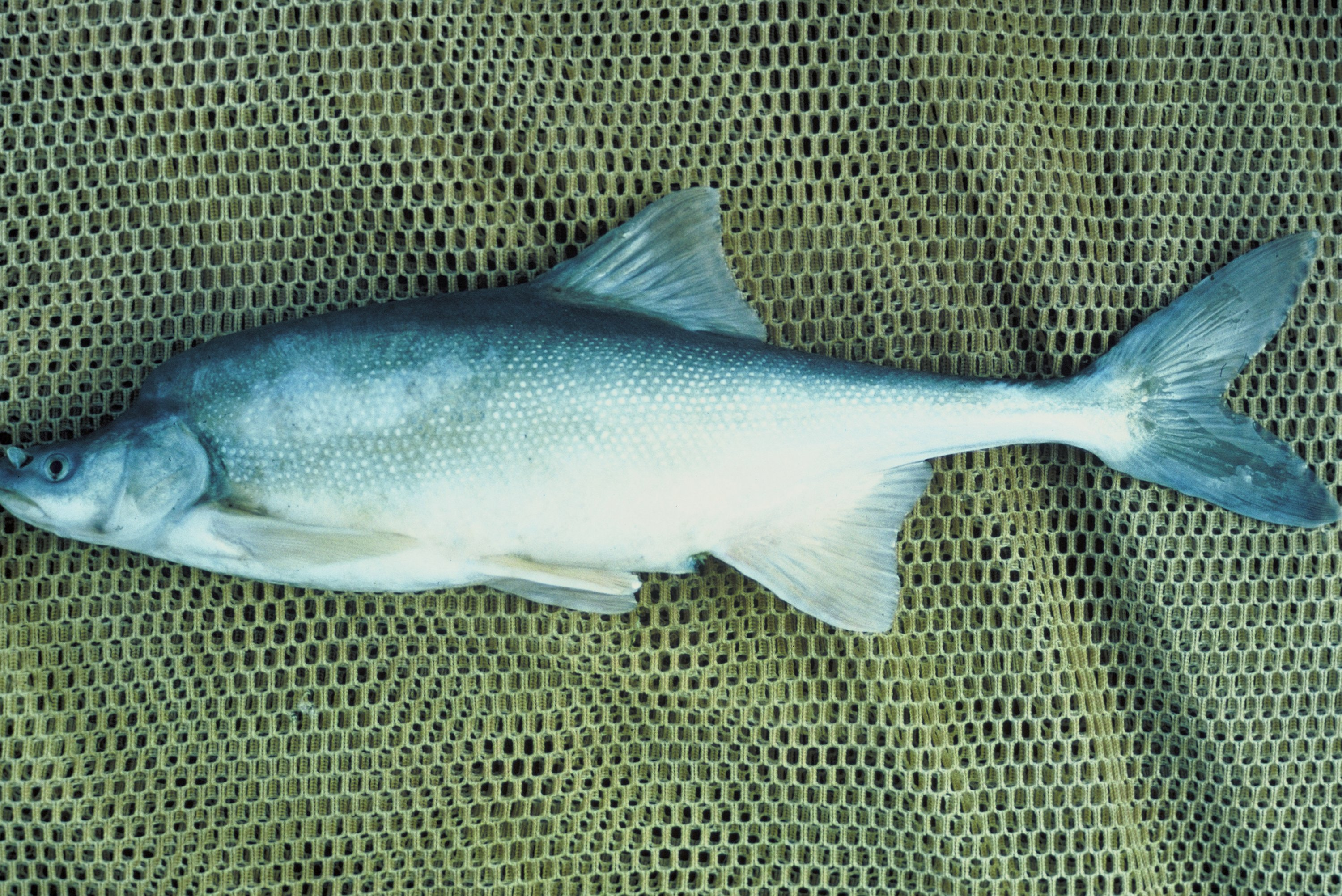
Gila cypha

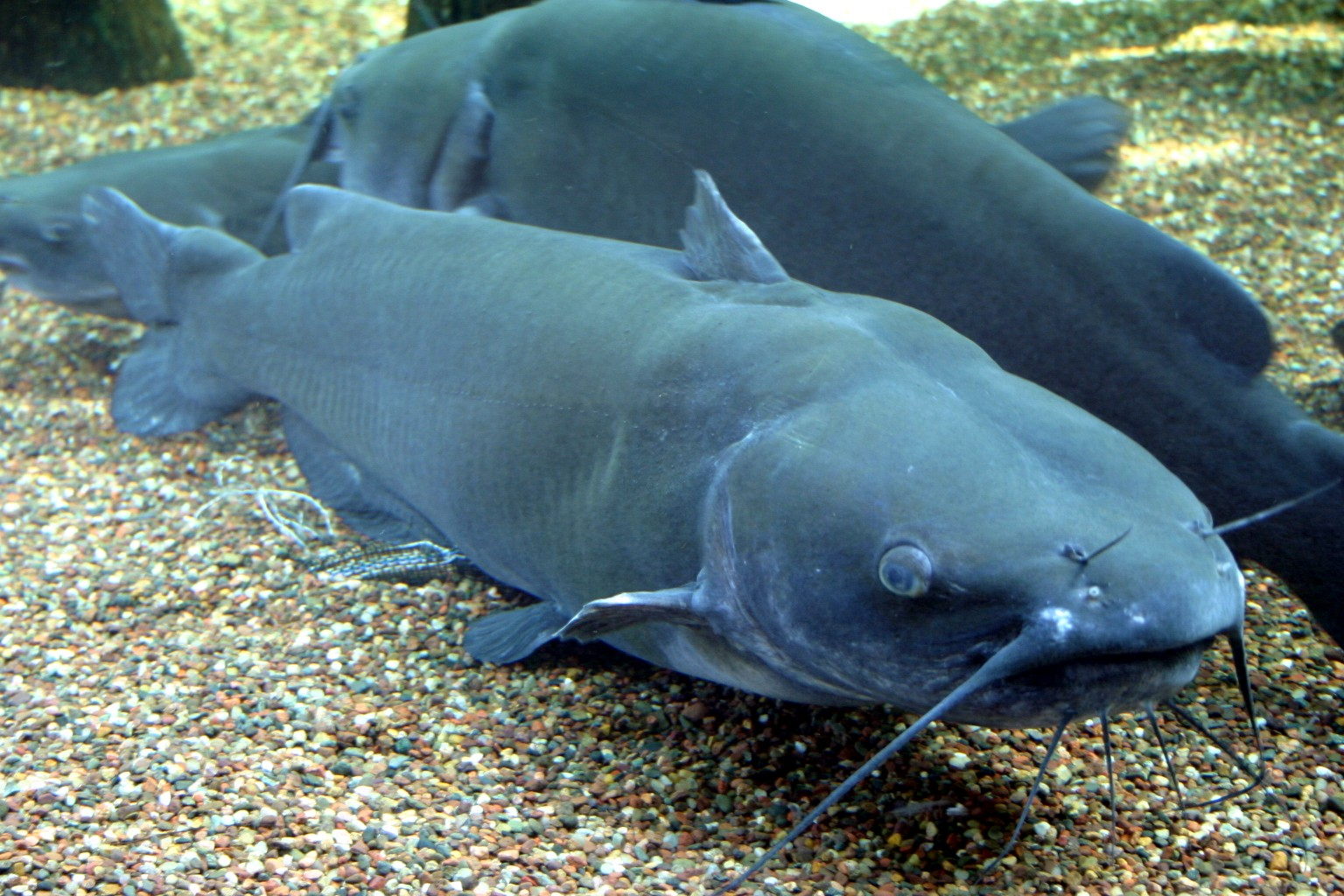
Ictalurus punctatus

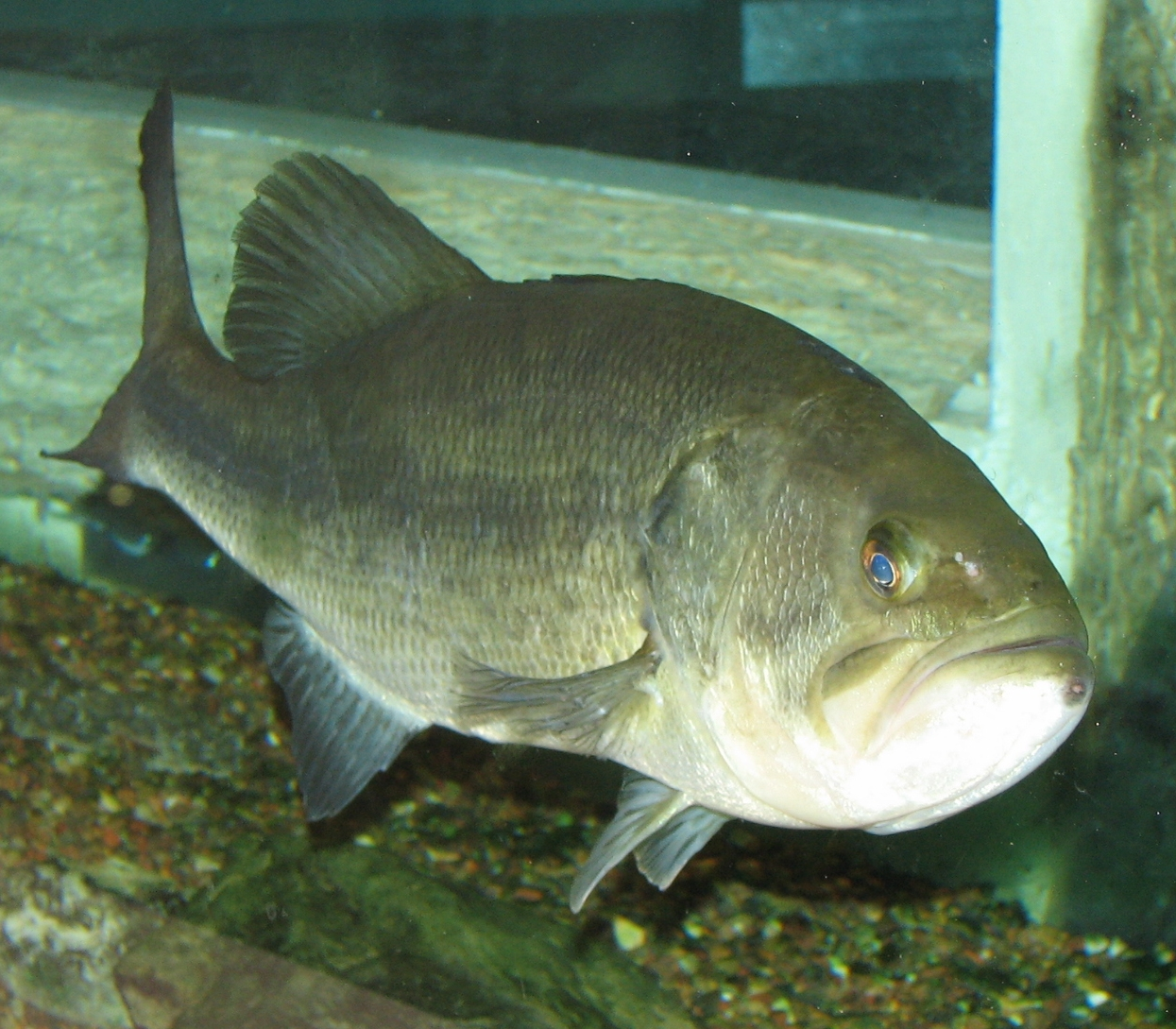
Micropterus salmoides

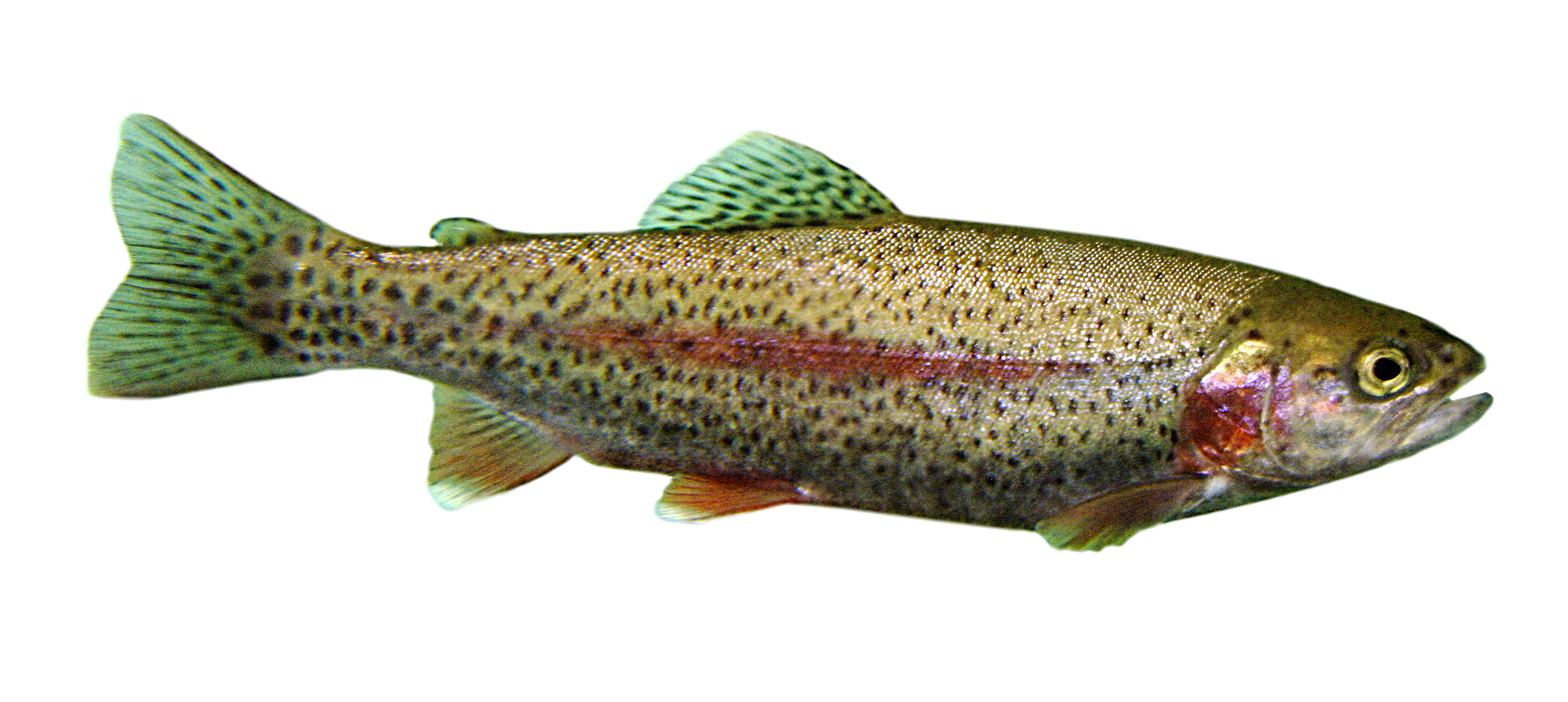
Oncorhynchus mykiss

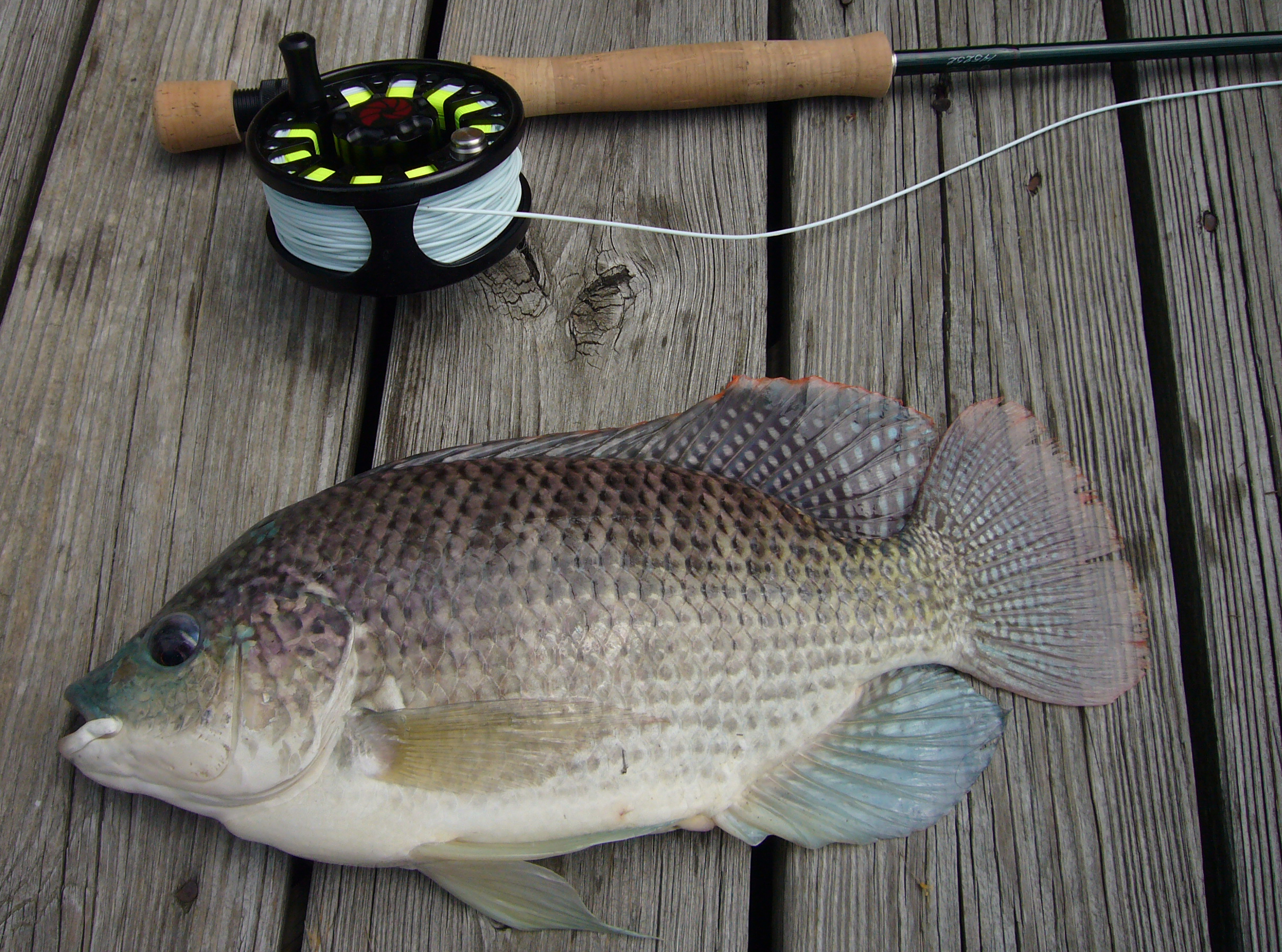
Oreochromis aureus

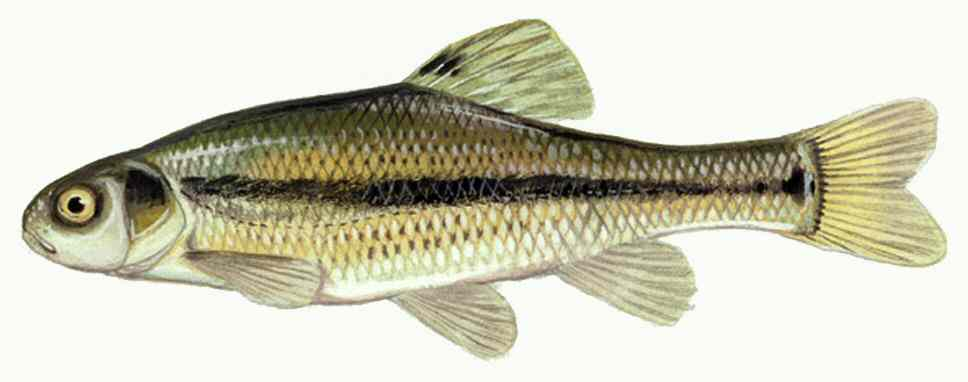
Pimephales promelas

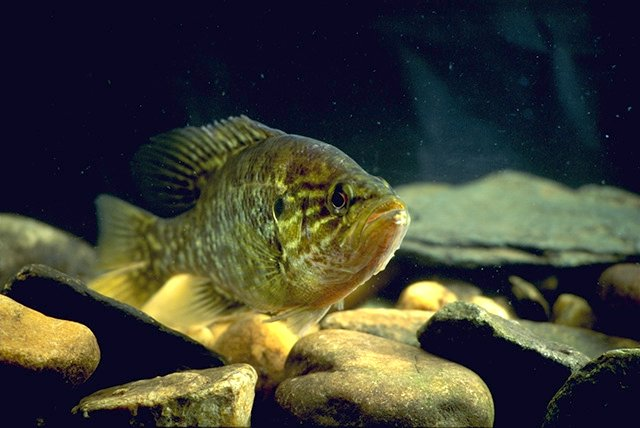
Lepomis gulosus

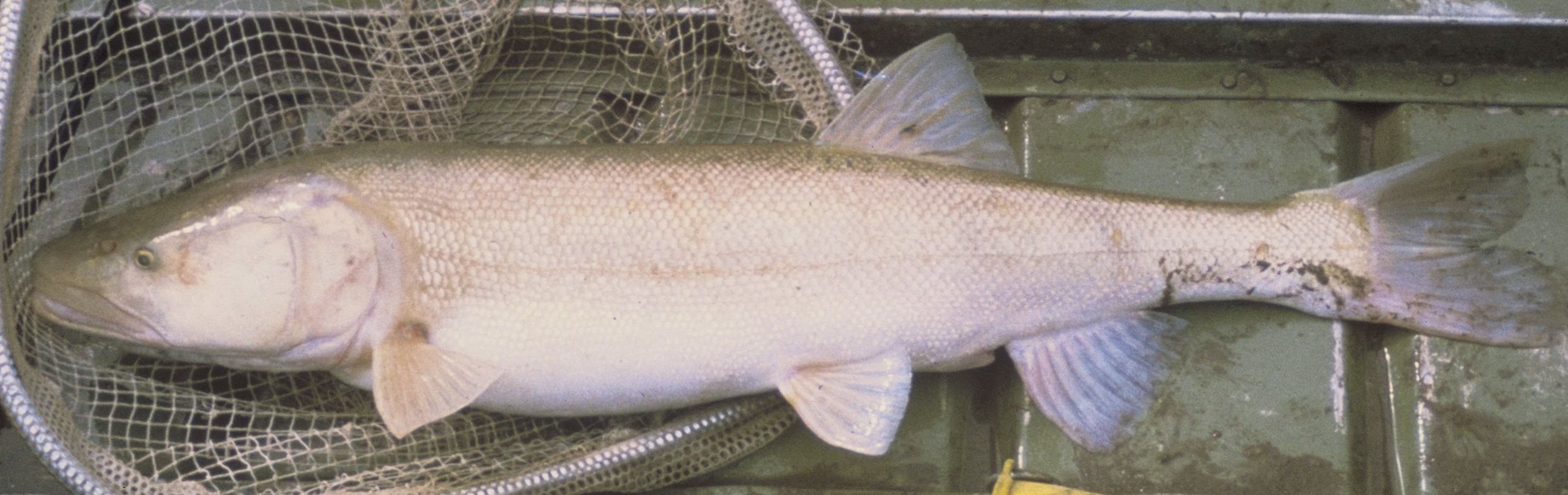
Ptychocheilus lucius

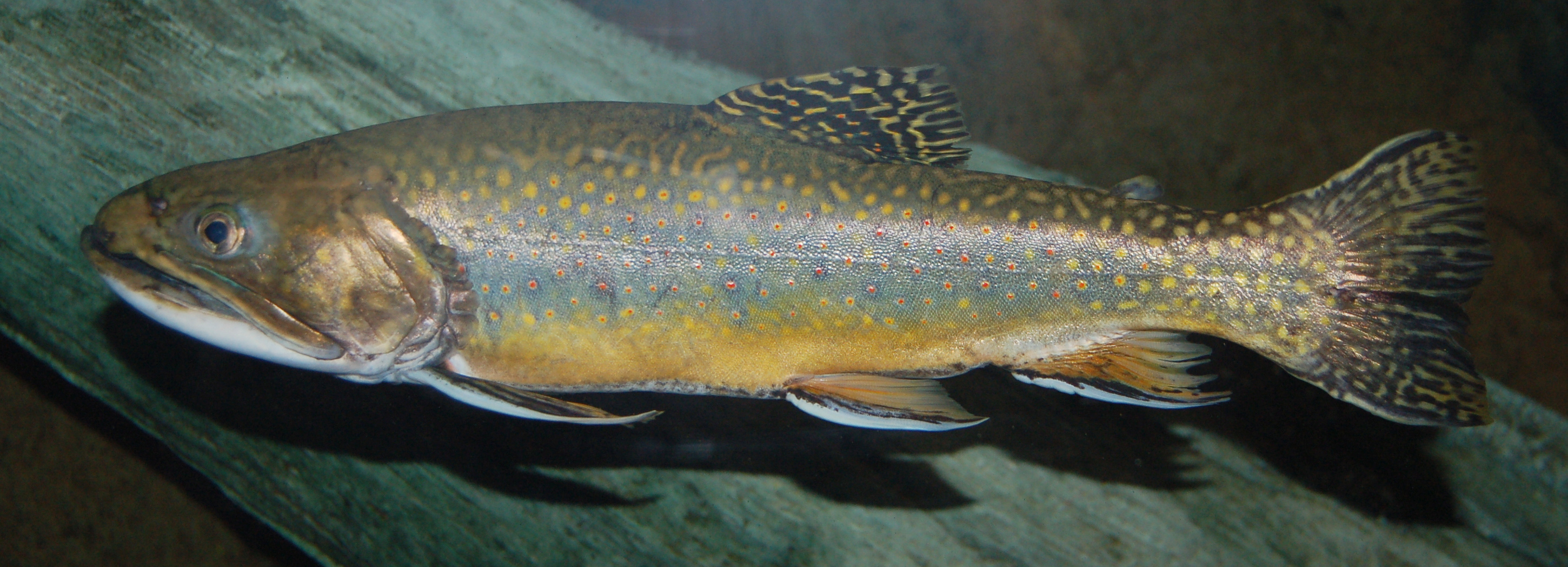
Salvelinus fontinalis

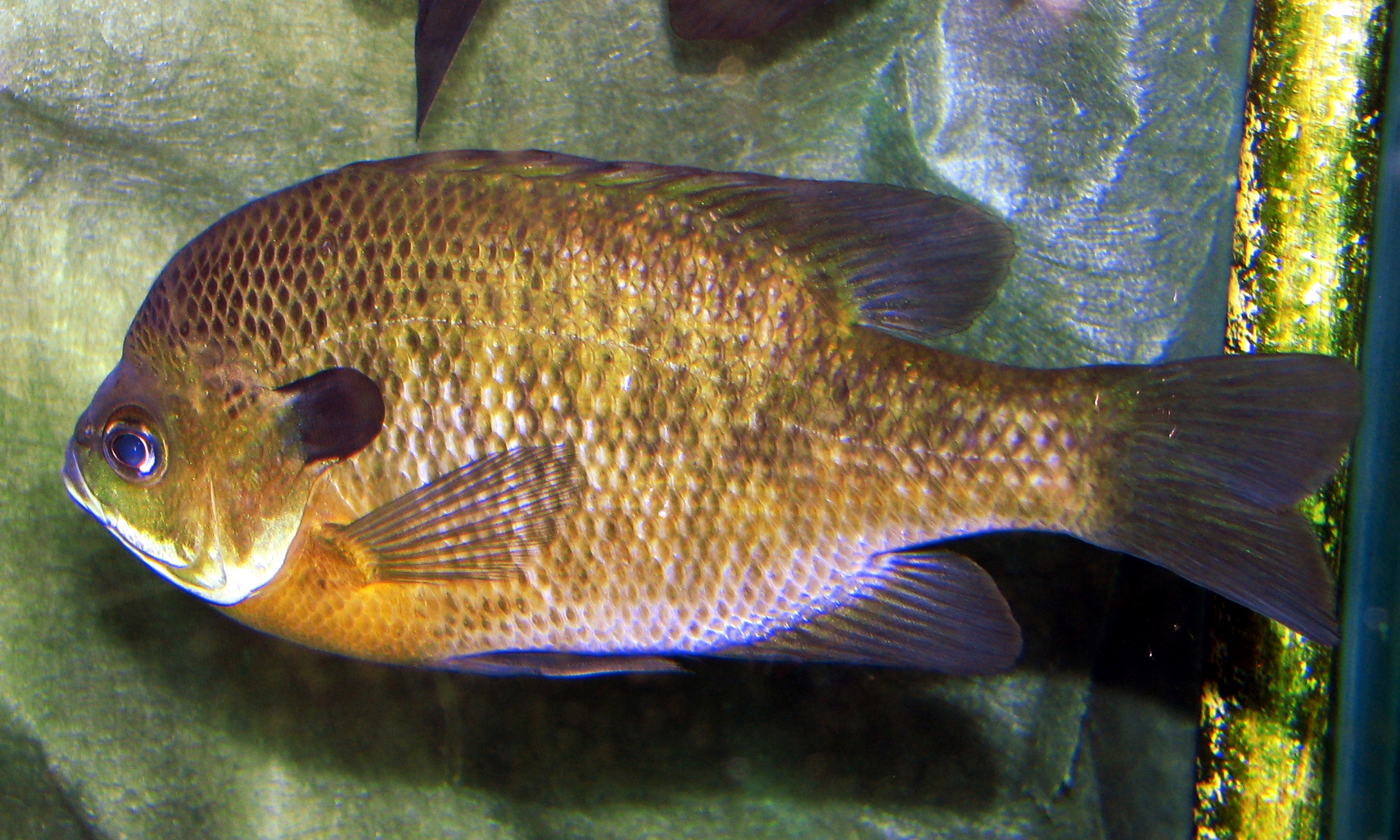
Lepomis macrochirus

Aquesta llista de peixos del riu Colorado inclou les 56 espècies de peixos que es poden trobar al riu Colorado ordenades per l'ordre alfabètic de llur nom científic.

## A
- Agosia chrysogaster
- Alosa chrysochloris
- Ameiurus melas
- Amia calva
- Aphredoderus sayanus

## C
- Catostomus catostomus catostomus
- Catostomus clarkii
- Catostomus insignis
- Catostomus latipinnis
- Catostomus platyrhynchus
- Couesius plumbeus
- Cyprinella lutrensis
- Cyprinodon macularius
- Cyprinodon rubrofluviatilis
- Cyprinus carpio carpio

## D
- Dionda episcopa
- Dionda nigrotaeniata

## E
- Etheostoma chlorosoma
- Etheostoma lepidum
- Etheostoma nigrum

## F
- Fundulus kansae
- Fundulus zebrinus

## G
- Gambusia affinis
- Gila cypha
- Gila elegans
- Gila robusta

## H
- Hybognathus placitus

## I
- Ictalurus punctatus

## L
- Lepidomeda mollispinis
- Lepomis cyanellus
- Lepomis gulosus
- Lepomis humilis
- Lepomis macrochirus
- Lepomis symmetricus

## M
- Macrhybopsis marconis
- Micropterus salmoides
- Micropterus treculii
- Minytrema melanops

## N
- Notropis amabilis
- Notropis buccula
- Notropis potteri
- Notropis shumardi

## O
- Oncorhynchus apache
- Oncorhynchus mykiss
- Oreochromis aureus

## P
- Percina carbonaria
- Phenacobius mirabilis
- Pimephales promelas
- Plagopterus argentissimus
- Poeciliopsis occidentalis
- Ptychocheilus lucius
- Ptychocheilus oregonensis

## R
- Rhinichthys osculus
- Richardsonius balteatus

## S
- Salvelinus fontinalis

## X
- Xyrauchen texanus[1]